# Замок Орст
 Замок Орст  (нем.  Schloss Horst) — замок в районе Орст города Гельзенкирхен (федеральная земля Северный Рейн — Вестфалия). На момент его строительства в XVI веке это был самый крупный из замков, построенных в стиле ренессанса севернее Альпийских гор.

## История
Первое упоминание о семействе Орст относится к 1186 году. В хрониках 1363 года они упоминаются как вассалы герцога Клевского. Эта вассальная зависимость позволяла им противостоять притязаниям архиепископов Кёльна. Однако, со временем зависимость Орстов от Герцогства Клевского ослабевала и в 1412 году Рутгер фон Орст дает клятву верности архиепископу Кёльна.

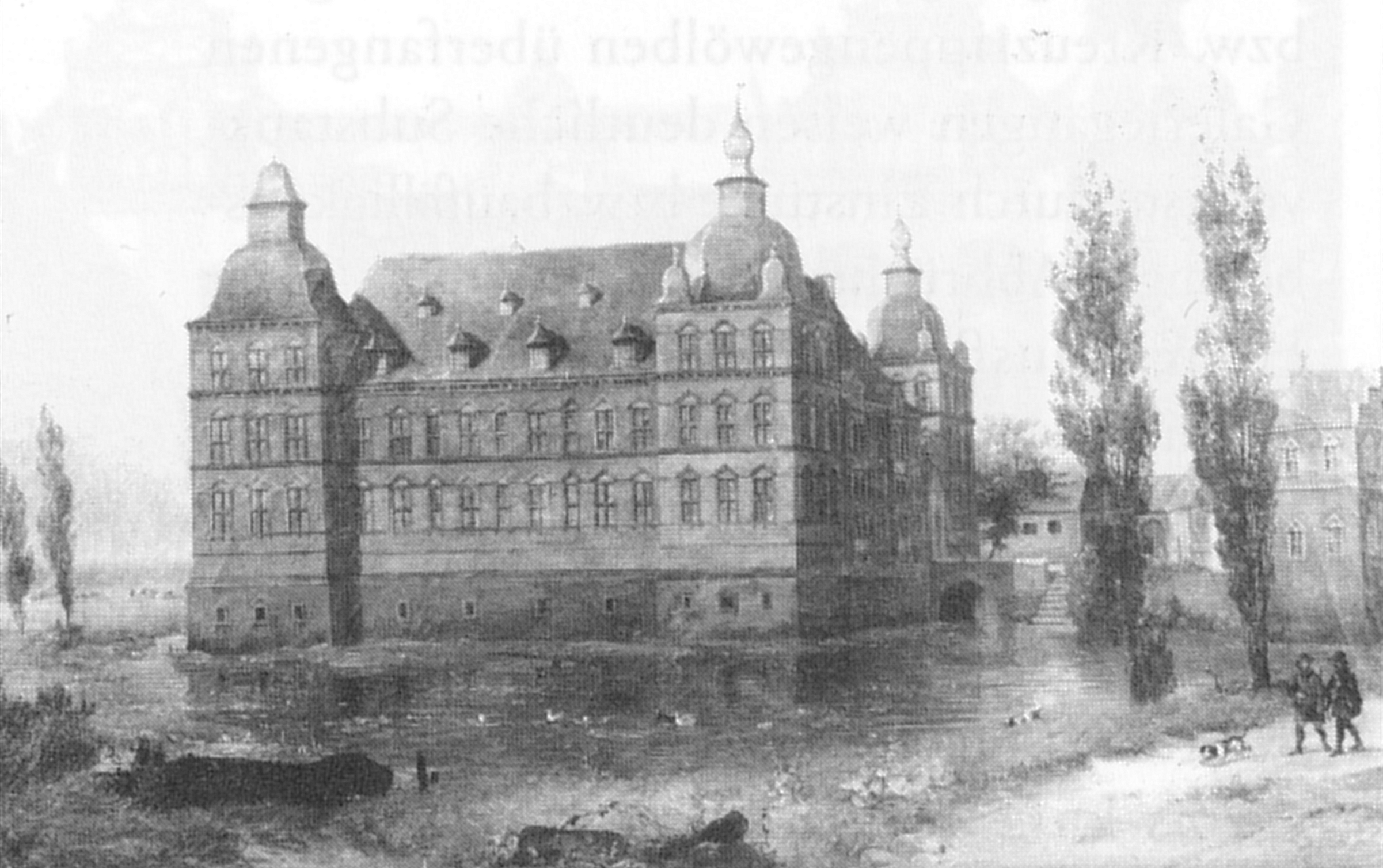
Вид замка Орст до 1828 года
(рисунок Адольфа Хёнингауза)

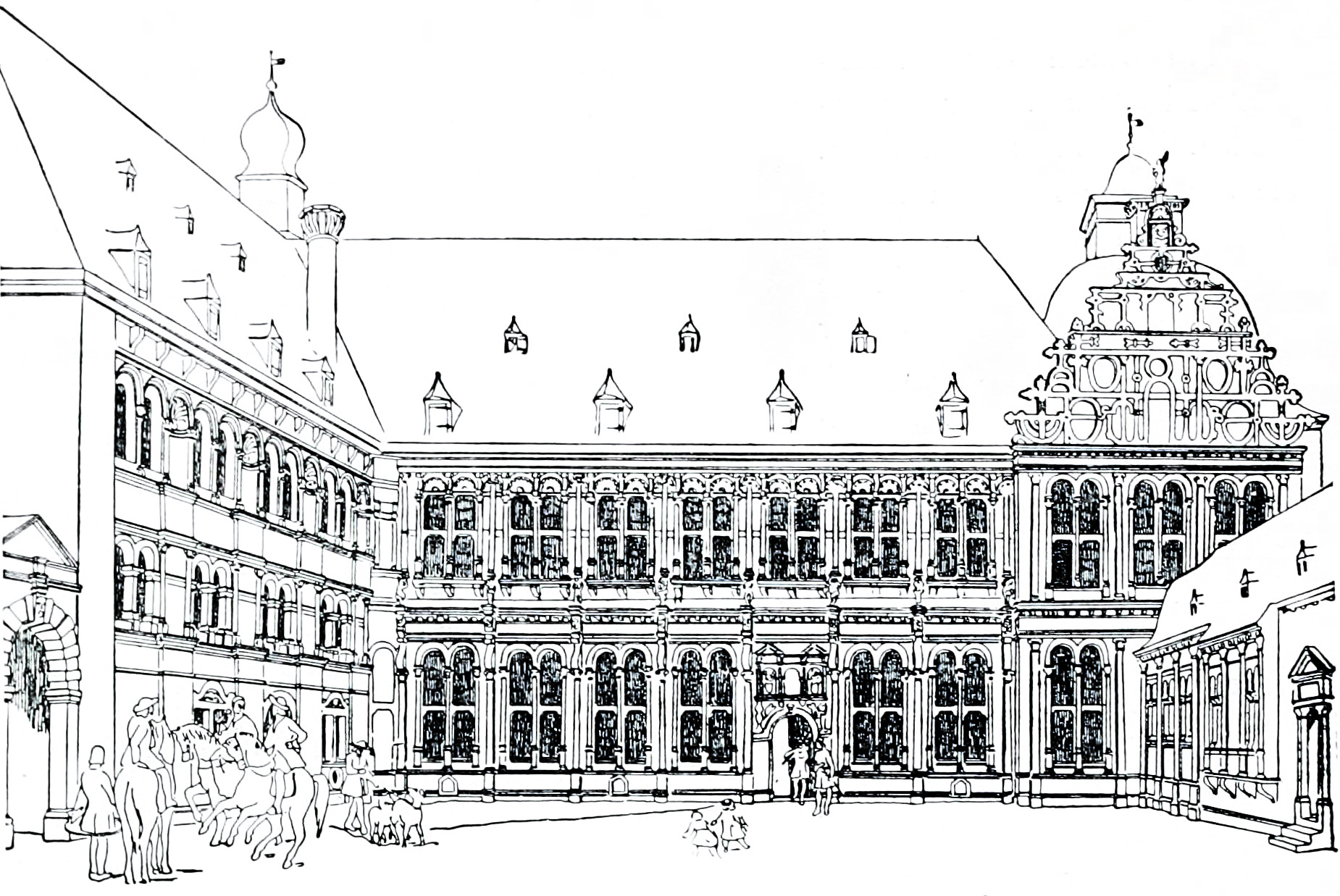
Внутренний двор замка в 1842 году
(рисунок Карла Густава Грайза)

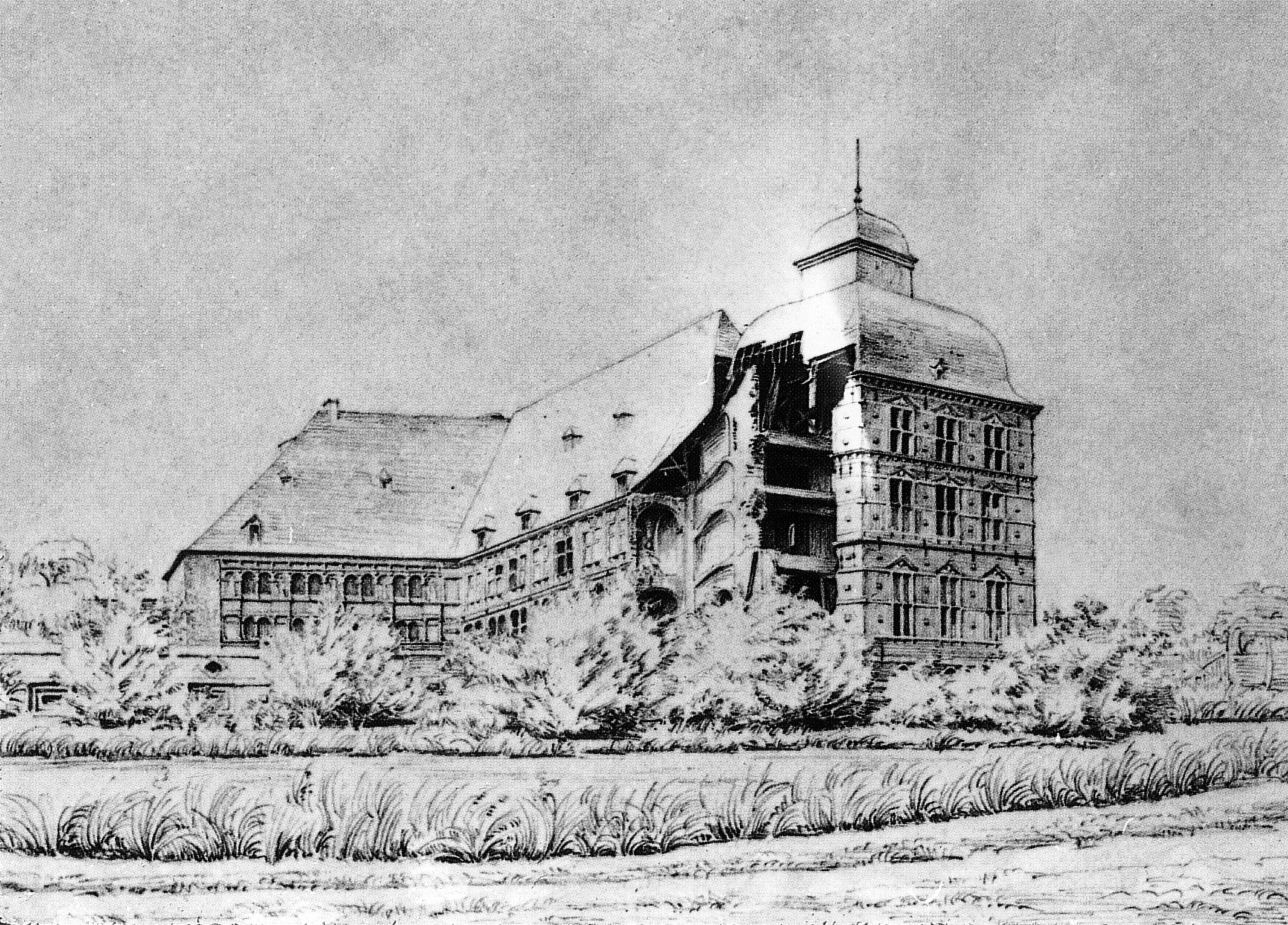
Вид замка Орст в 1850 году
(рисунок Карла Густава Грайза)

Первое упоминание о родовом замке Орст датируется 1282 годом. В то время замок состоял из окруженных рвом и палисадом основного здания, восьмиугольной башни и двух деревянных хозяйственных построек. Этот замок был уничтожен пожаром в конце XIII века. В дальнейшем на этом месте сооружается жилая башня, окруженная крепостной стеной. Скорее всего при замке имелась и собственная церковь, так как в документах 1295 года упоминается замковый священник. На протяжении XIV — XV веков в пределах крепостных стен появился еще ряд кирпичных сооружений, о чем свидетельствуют результаты археологических раскопок.
В очередной раз пожар уничтожает замок в 1554 году. В 1559 году тогдашний владелец замка Рутгер фон Орст нанимает архитектора Арндта Йоханнсена для строительства нового замка в стиле модного в то время нидерландского маньеризма с двумя крыльями — трехэтажное северо-западное и двухэтажное северо-восточное. Углы замка образовывали три выдающиеся вперед квадратные четырехэтажные башни с высокой французской крышей. На смену Йоханнсену пришел архитектор Джойс де ла Кур. Под его руководством к замку пристраиваются еще два крыла и одна башня. Изначально два новых крыла планировались той же высоты, что и уже существующие симметричные им, но по ходу строительства для улучшения освещенности внутреннего двора было принято решение о том, что новые крылья будут одноэтажными. Четвертую башню также понизили до двух этажей.
Для внутренней отделки замка и оформления фасадов заказчик застройки нанимал известных скульпторов, каменотесов и художников. За оформление фасадов здания отвечал Лауренц фон Брахум из Везеля. Под его руководством были созданы роскошные оформления фасадов с множеством детализированных, никогда не повторяющихся орнаментов и рельефов. Примечательно, что когда король Пруссии Фридрих Вильгельм IV в 1850 году задумался о покупке замка Орст и поручил архитектору Густаву Грайссу произвести его инвентаризацию, тому понадобилось составить 23 графических изображения сохранившихся на тот момент фасадов, чтобы отобразить все богатство наружной отделки. Внутренней планировкой и оформлением интерьеров занимался голландский скульптор Генрих Фернуккен. Именно ему замок обязан своим роскошным внутренним оформлением. Он же создал в замке восемь богато декорированных каминов. При реставрационных работах удалось воссоздать несколько образцов орнаментальной живописи, некогда украшавшей замок. Фернуккен также участвовал в оформлении фасадов, создав ряд эркеров, один из которых и сейчас можно наблюдать на северо-западном фасаде.
Строительные работы были завершены в 1578 году, но уже через три года Рутгер фон Орст умирает. А так как оба его сына от брака с Анной фон Паландт-Кеппел умерли еще раньше, то замок переходит в наследство его дочери Маргарите, которая приносит его в приданое своему супругу Бетраму фон Лою. Бетрам фон Лой также умирает, не оставив наследников мужского пола, и замок наследует одна из его дочерей Сибилла, вышедшая замуж за представителя семейства фон Рекке.
В 1706 году их наследних фрайхерр Герман Дитрих фон Рекке продает замок Орст барону Фердинанду фон Фюрстенбергу. Однако, тот никогда не использовал замок Орст для постоянного места жительства, предпочитая ему другие семейные замки, такие как замок Эрдринген или замок Шелленберг. Не будучи жилым замок постепенно ветшал и разрушался. В 1829 году обрушилась западная башня и увлекла за собой часть юго-западного крыла. Весной 1833 года рухнула северная башня, а в сочельник 1843 года — южная. В течение этих лет, вероятно, были снесены юго-восточное и северо-восточное крылья. В 1853—1854 годах была снесена восточная башня и полностью разобрано юго-западное крыло. Таким образом во второй половине XIX века от замка осталось только северо-западное крыло.
Тем не менее, семейству Фюрстенбергов удалось сохранить отдельные элементы декора некогда роскошного замка. Три камина были перевезены в замок Гугенпот в Кеттвиге (сейчас район города Эссена), ещё один камин — в замок Райнштайн в Майнц-Бингене, часть декора была перевезена в замок Борбек в Эссене.

## Замок Орст сегодня
В XX веке в остатках замка располагались кулинарные заведения, в 70-е годы в нем открыли дискотеку. Все это способствовало еще большему разрушению замка, несмотря на то, что в первой половине 60-х годов был проведен ряд ремонтно-восстановительных работ. В 1985 году было создано общество защиты замка Орст и по его настоянию в 1988 году замок был выкуплен в муниципальную собственность города Гельзенкирхен.
В 1992 году был объявлен конкурс на лучший проект восстановления замка. Реконструкция замка была осуществлена в 1995—1999 годах. Были полностью отстроены северная башня и северо-восточное крыло, при этом были максимально сохранены все уцелевшие элементы замка. Была проведена консервация фундаментов несохранившихся башен и крыльев замка. Внутренний двор замка был укрыт стеклянным куполом.
Сегодня замок Хорст — это культурный и гражданский центр города Гельзенкирхена. В двух отреставрированных исторических залах размещен городской зал бракосочетаний. В замке создан небольшой музей, побывав в котором можно оценить красоту и богатство бывших украшений фасадов и внутренней отделки. В подвальном этаже замка открыт ресторан. Стоимость посещения музея — 3 €, но один раз в месяц замок Орст открыт для бесплатного осморта.

## Галерея

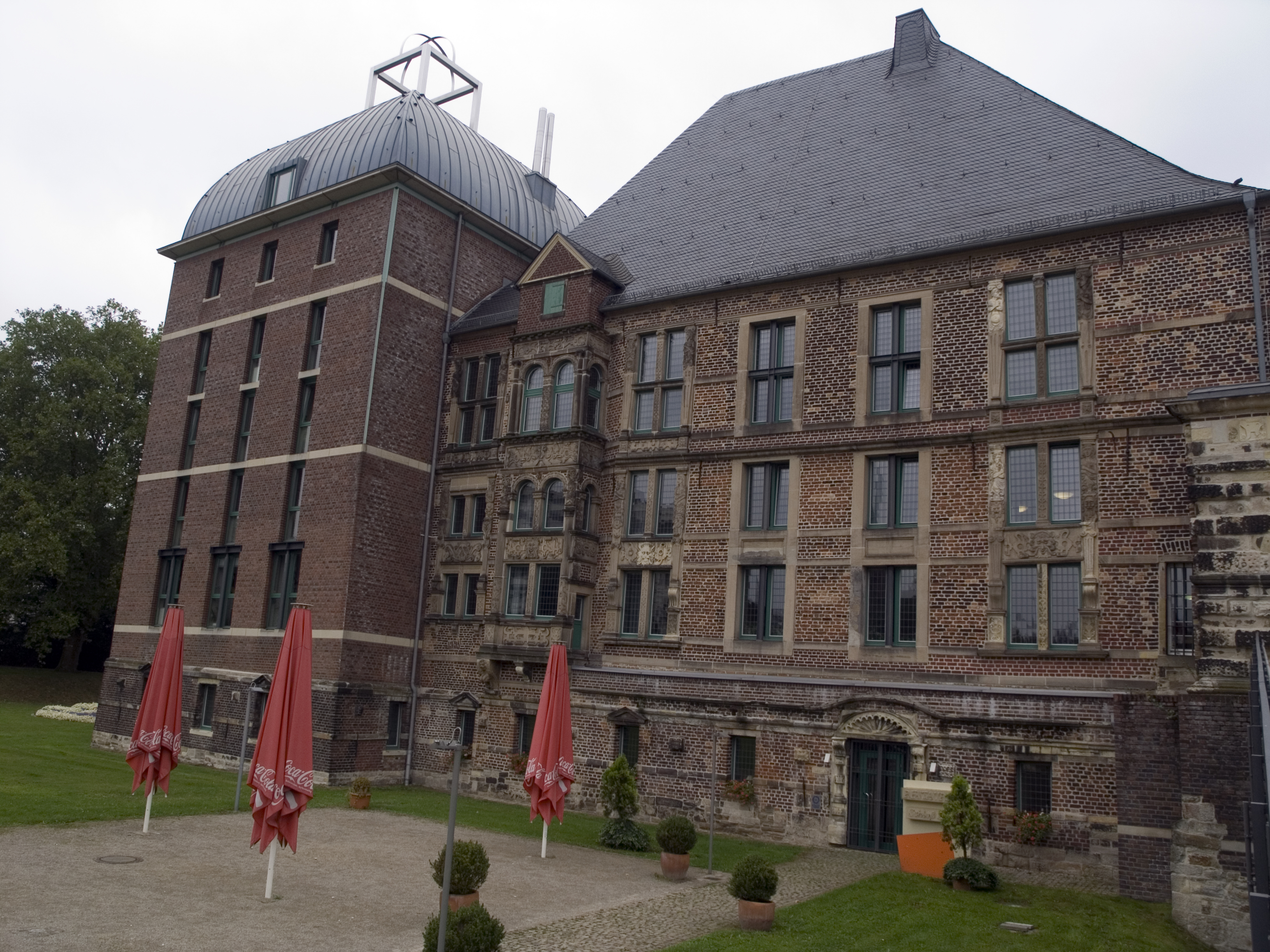
Северная башня и северо-западное крыло
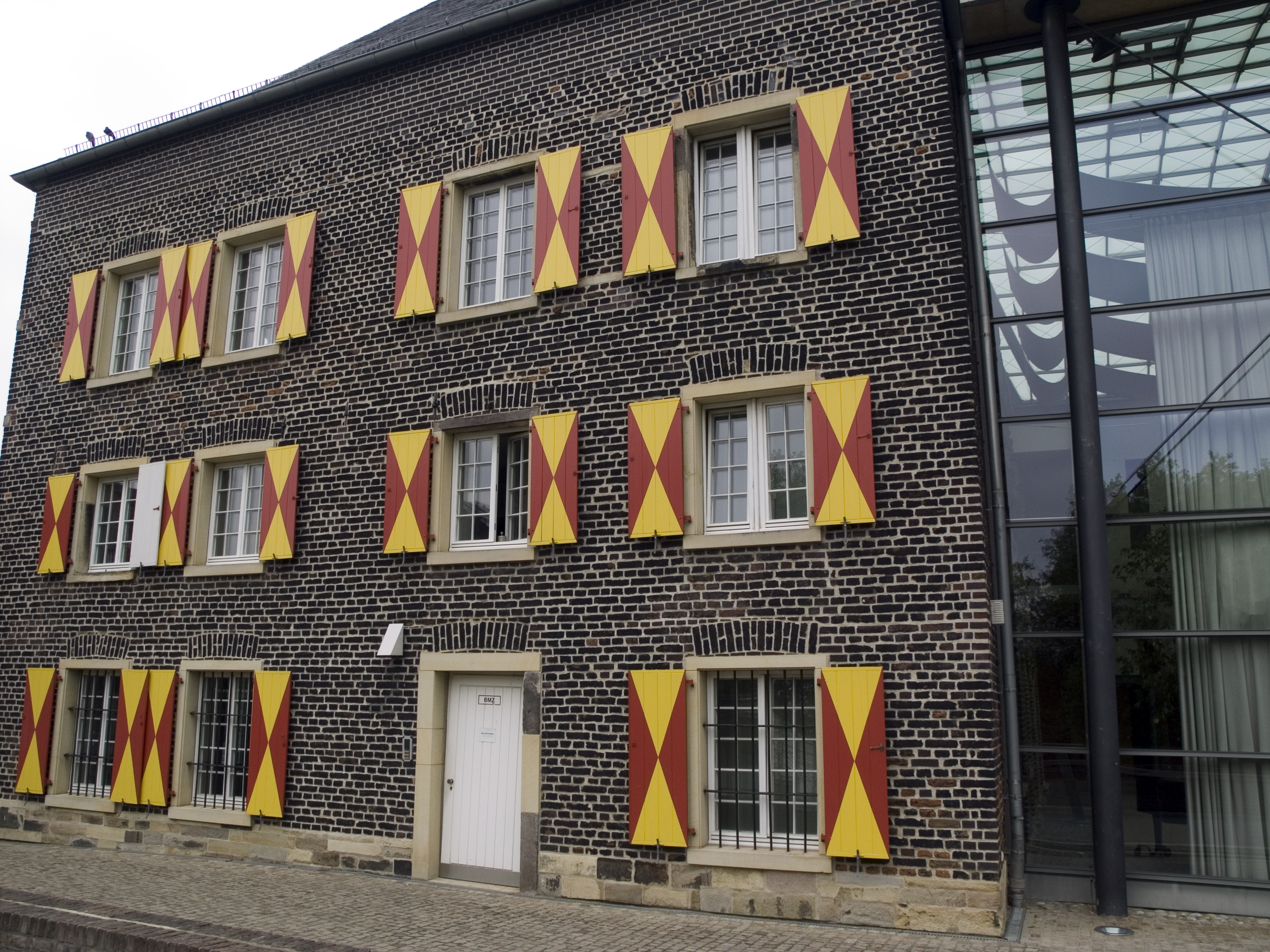
Боковой фасад северо-западного крыла
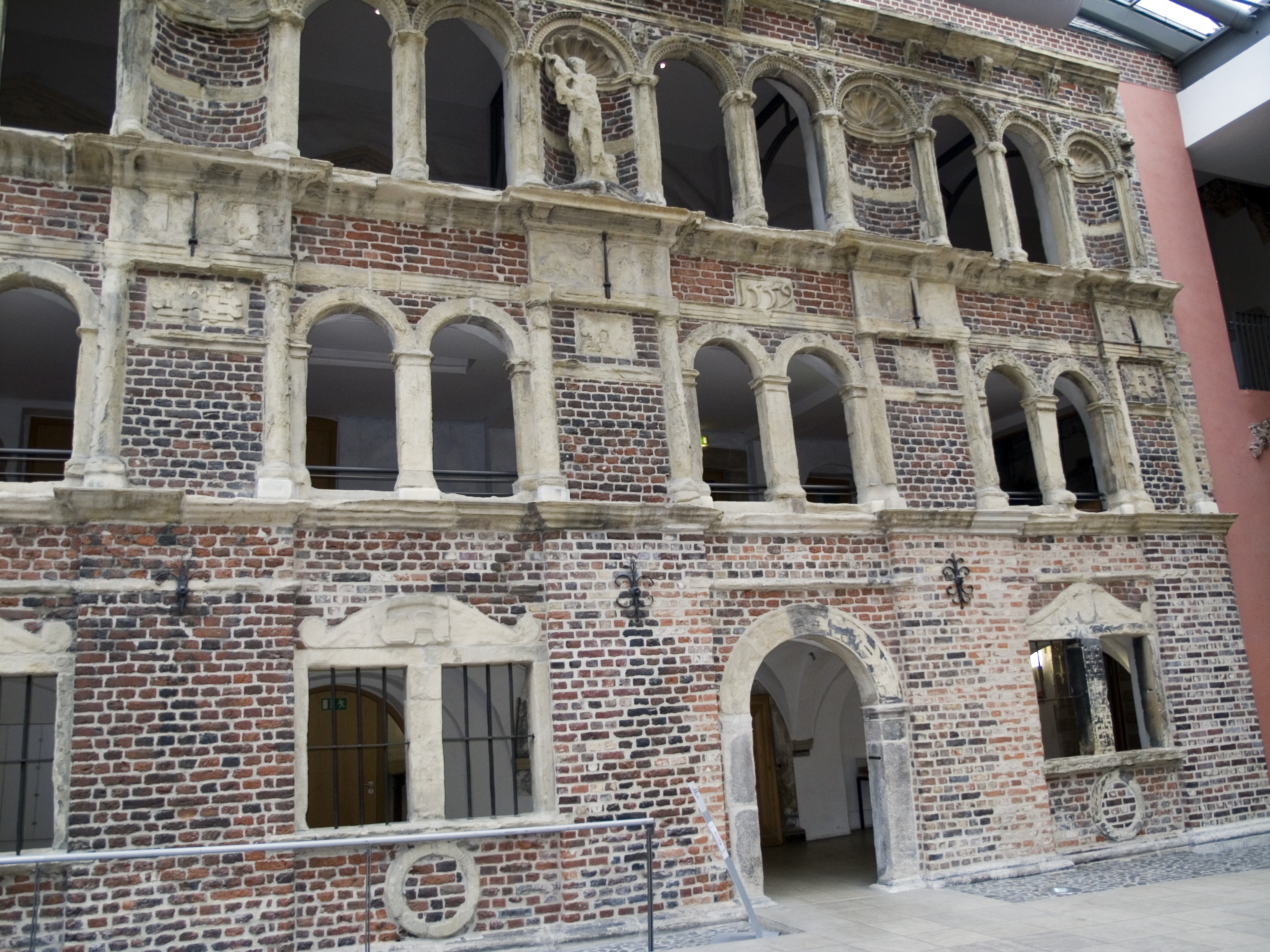
Сохранившийся фасад внутреннего двора в музее замка
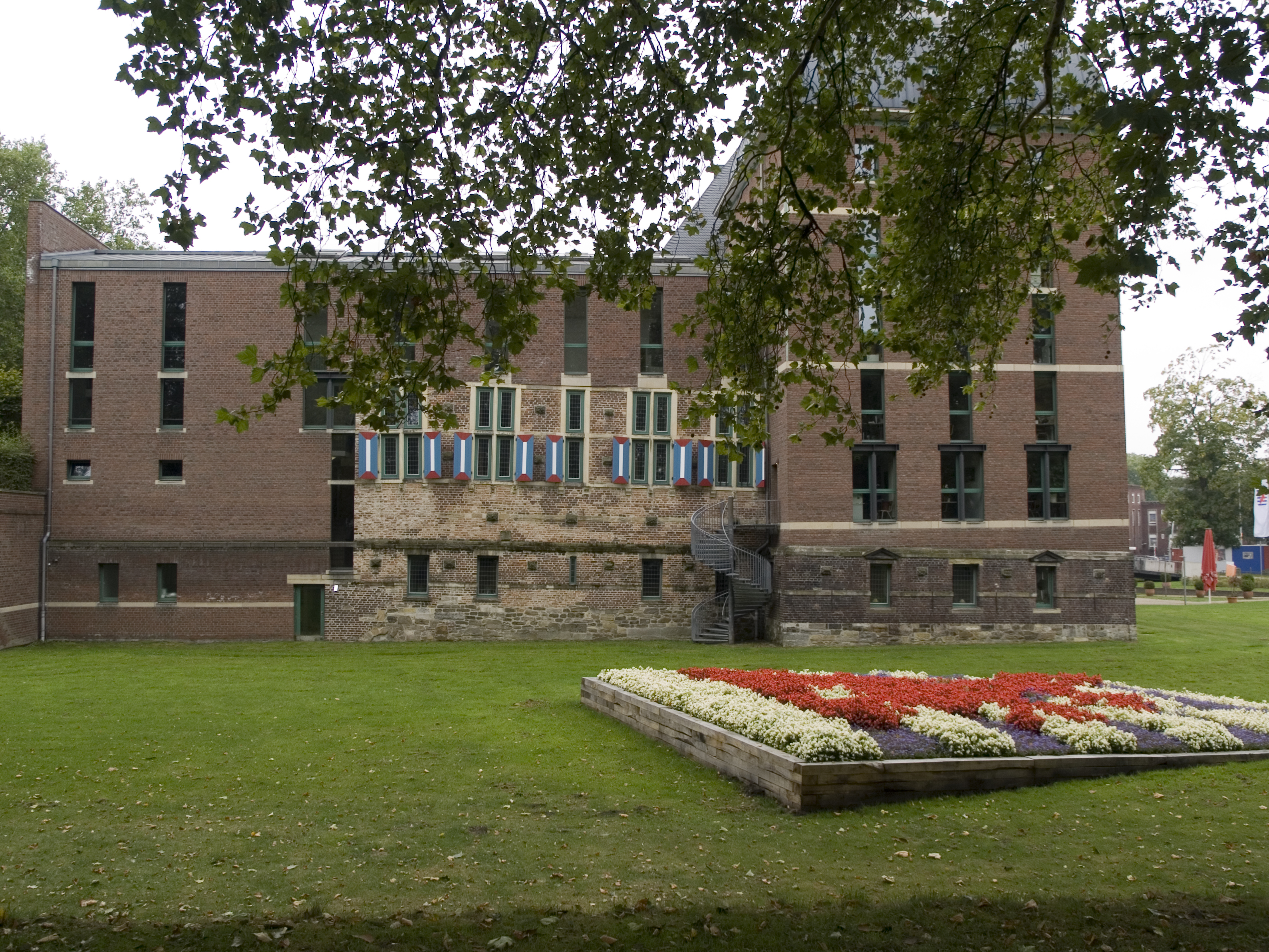
Северо-восточное крыло